# Aesculus sylvatica
Aesculus sylvatica är en kinesträdsväxtart som beskrevs av Bartr.. Aesculus sylvatica ingår i släktet hästkastanjer, och familjen kinesträdsväxter. Inga underarter finns listade i Catalogue of Life.